# Trichomycterus maracaya
Trichomycterus maracaya és una espècie de peix de la família dels tricomictèrids i de l'ordre dels siluriformes.

## Morfologia
Els mascles poden assolir els 5,1 cm de llargària total.

## Distribució geogràfica
Es troba al curs superior del riu Paranà (sud-est del Brasil).